# فيديريكو كاستانيدا
فيديريكو كاستانيدا (بالإسبانية: Federico Castañeda)‏ هو لاعب كرة قاعدة مكسيكي، ولد في 24 نوفمبر 1984 في توريون في المكسيك.

## وصلات خارجية
- فيديريكو كاستانيدا على موقع دوري كرة القاعدة الرئيسي (الإنجليزية)
- فيديريكو كاستانيدا على موقعبيزبول رفرنس.كوم (الدوري الثانوي) (الإنجليزية)
- فيديريكو كاستانيدا على موقع مشجعي الرسوم البيانية (الإنجليزية)